# Rakudai Ninja Rantaro
Rakudai Ninja Rantarō (落第忍者乱太郎 (Lạc đệ Nhẫn giả Loạn Thái Lang) tạm dịch: "Ninja rớt hạng Rantaro"), hay còn được biết đến ở Việt Nam với tên gọi cũ là Ninja loạn thị, là loạt manga về ninja do Amako Sōbee (尼子 騒兵衛) thực hiện từ năm 1986. Truyện được đăng lần đầu tiên trên tuần báo Asahi Shogakusei Shinbun từ tháng 4 đến tháng 6 và từ tháng 10 đến tháng 12 hàng năm với tên Rakuran. Các chương đã được tập hợp lại và phát hành thành 53 tập tankōbon tính đến tháng 4 năm 2013. Tính đến năm 2011 thì đã có 8,1 triệu bản đã được tiêu thụ tại Nhật Bản. Nhà xuất bản Kim Đồng đã mua bản quyền xuất bản tại Việt Nam và đặt tên là Ninja Rantaro.
Ajia-do Animation Works đã chuyển thể loạt manga thành anime và phát sóng trên kênh NHK với tên Nintama Rantarō từ năm 1993. Bộ anime hiện tại đã có tới hơn 2100 tập với chiều dài 10 phút mỗi tập. Geneon Entertainment đã xin giấy phép phát hành một phần phiên bản tiếng Anh của bộ anime này tại Bắc Mỹ và Hi-Yu International phát hành tại Đài Loan.

## Tổng quan

### Sơ lược cốt truyện
Bối cảnh của bộ truyện được đặt trong giai đoạn cuối của thời kỳ Muromachi, đây là thời kỳ của các lãnh chúa cát cứ. Theo mong muốn của cha mình, Rantaro đã ghi danh tại Học viện Nhẫn thuật (忍術学園 Ninjutsu Gakuen) với mục tiêu trở thành một Ninja tài năng. Tuy nhiên, từ lúc nhập trường và kết bạn với Kirimaru và Shinbee, mọi thứ cậu bé làm đều dẫn đến những kết quả trái ý và luôn kết thúc theo xu hướng hài hước không mong muốn.
Học viện Nhẫn thuật nơi Rantaro theo học là một ngôi trường nằm ở vùng núi thuộc khu vực Kansai. Vì là trường đào tạo Ninja nên địa điểm của học viện này luôn là điều bí mật (theo như câu chuyện thì là do tác giả bí quá không biết nên đặt học viện ở đâu). Các học sinh theo học được chia làm sáu cấp lớp từ lớp 1 đến lớp 6. Học sinh nam và học sinh nữ được giáo dục riêng biệt tại các ký túc xá riêng biệt.
Mặc dù được đặt trong thời kỳ lịch sử có thật nhưng những sự kiện diễn ra trong truyện được lồng ghép nhiều yếu tố hiện đại pha lẫn những màn hài hước vô cùng thú vị.

## Nhân vật
Trong Ninja Rantarō, tên của nhiều nhân vật được dựa theo những địa danh và tên người có thật ở vùng Kansai, đặc biệt là thành phố Amagasaki nơi tác giả sống.

### Nhân vật chính
Inadera Rantarō (猪名寺 乱太郎)
10 tuổi, quê ở làng Settsu. Là một cậu bé ngoan ngoãn và năng động, có mái tóc màu đỏ và đeo kính (do loạn thị). Sinh trưởng trong một gia đình bình dân làm nghề nông, cha cậu luôn kì vọng Rantaro có thể trở thành một nịna giỏi, nên cậu luôn phấn đấu và hạ quyết tâm học thật giỏi và đạt thứ hạng cao trong lớp. Mặc dù bị loạn thị nặng và đeo kính nhưng Rantaro có thể chạy rất nhanh.
Biệt danh của Rantaro ở trường là "Bất vận Tiểu tăng" (不運小僧 Fu'un Kozō) do cậu bé đã xui xẻo về nhất trong cuộc đua toàn trường, và đạt phần thưởng là một lố búp bê hình thầy Hiệu trưởng - một phần thưởng cả trường muốn tránh xa. Rantaro là đội viên đội Y tế của trường.
Settsu no Kirimaru (摂津 の きり丸)
10 tuổi, cũng sống ở vùng Settsu như Rantaro. Là một trong những người bộ 3 Rantaro thân thiết. Do cha mẹ của Kirimaru đều chết trong chiến tranh nên cậu tự kiếm tiền nuôi thân. Ban đầu là bán cơm hộp ngoài chiến trường, sau đó gia nhập học viện ninja thì cậu chỉ có thể nhận các công việc làm thêm mỗi kỳ nghỉ lễ, đôi khi là ngay trong năm học. Công việc của cậu thường được kết hợp lại cùng làm 1 lúc, có thể là Kirimaru làm một mình, hoặc có sự giúp đỡ (bất đắc dĩ) của thầy Doi, thầy giáo chủ nhiệm của cậu bé ở trường. Kirimaru cực kỳ mê tiền. Cậu làm tất cả mọi việc để kiếm tiền, không cần biết việc lớn hay nhỏ, đôi khi kiếm chác từ chính cơ sở vật chất của nhà trường (và tất nhiên, đó là điều cấm trong nội quy). Cũng vì phải tự mưu sinh từ nhỏ nên Kirimaru khá keo kiệt, cậu ghét nghe hoặc nói các từ "cho" hay "trả". Kirimaru là đội viên của đội Thư viện.
Mặc dù nhiều lần tự làm khổ bản thân và đồng đội vì tính xấu của mình, nhưng về kỹ năng ninja Kirimaru là người giỏi nhất trong nhóm bộ ba siêu quậy và là người giỏi thứ hai trong lớp (sau lớp trưởng Sozaemon). Đặc biệt mỗi khi được khích lệ bằng tiền bạc thì cậu thường hoàn thành nhiệm vụ rất nhanh.
Fukutomi Shinbee (福富 しんべヱ)
10 tuổi, quê ở Sakai. Một người bạn thân khác của Rantaro, con trai của một thương gia giàu có. Ngoại hình là một cậu bé mập ú, vụng về, bị bệnh viêm mũi mãn tính và cực kỳ háu ăn. Lúc mới xuất hiện, Shinbee lúc nào cũng mít ướt và thò lò mũi xanh, nhưng về sau, các tính cách của cậu được phát triển dần dần và đã trở thành một nhân vật có những đặc trưng rất riêng.
Shinbee học không tốt, và lý do duy nhất cậu theo học Học viện Nhẫn thuật là để trở thành người thừa kế theo mong muốn của cha mình. Shinbee có những khả năng khá đặc biệt, cậu có một sức khỏe khủng khiếp mỗi khi tức giận hoặc bị kích động, mái tóc của Shinbee đặc biệt cứng mỗi khi dựng lên và đôi lúc cậu dùng nó như một thứ vũ khí lợi hại. Ngoài những lúc chảy nước mũi, thì cậu cũng có khứu giác cực kỳ nhạy bén. Shinbee là đội viên đội Dụng cụ của trường.

### Các nhân vật khác

#### Bạn cùng lớp với Rantaro:
Kuroki Shōzaemon (黒木 庄左ヱ門)
Là lớp trưởng lớp 1 của bộ 3 Rantaro. Rất thông minh và quyết đoán, là người luôn bình tĩnh trong mọi trường hợp. Nhà Shozaemon làm nghề đốt than, vì vậy cậu rất rành về các loại chất đốt.
Ninokuruwa Isuke (二郭 伊助)
Một cậu bé rất khéo tay và tỉ mỉ, tính cách ôn hòa. Nhà cậu làm nghề nhuộm vải.
Minamoto Kingo (皆本 金吾)
Kingo là con của một gia đình quý tộc. Ngày còn nhỏ, cậu luôn nhõng nhẽo cha mình, sau đó khi người cha bị ám sát (do màn kịch của cha cậu nhằm giúp cậu mạnh mẽ hơn), Kingo đã lên đường trả thù và tình cờ gặp nhóm của Rantaro, sau đó mọi chuyện được sáng tỏ và cậu được cha mình gửi vào Học viện Nhẫn thuật để rèn luyện. Nhập học sau cùng, Kingo là thành viên thứ 11 của lớp.
Yamamura Kisanta (山村 喜三太)
Kisanta gia nhập Học viện Nhẫn thuật sau khi cậu rời trường cũ của mình là trường Phong Ma. Kisanta có khả năng thẩm âm rất tốt và có thể bắt chước lại các điệu hát chỉ sau một lần nghe. Ngoài ra Kisanta còn có có tính tò mò, sở thích kỳ cục là nuôi ốc sên làm cảnh, điều này mang lại không ít phiền toái cho các bạn của cậu và người bạn cùng phòng Kingo.
Katō Danzō (加藤 団蔵)
Là con trai của một ông trùm ngựa thồ, gia tộc của Danzo chuyên kinh doanh vận tải hàng hóa bằng ngựa, vì thế cậu có khả năng cưỡi ngựa rất tốt. Danzo là người nóng nảy và nhiệt tình.
Satake Torawaka (佐武 虎若)
Torawaka là một cậu bé đam mê súng và các loại vũ khí. Cậu rất am hiểu về súng hỏa mai, thần tượng của cậu là chú Shousei trong đội súng hỏa mai của cha mình.
Yumesaki Sanjirō (夢前 三治郎)
Sanjiro có cha là một ẩn sỹ, vì thế cậu thường lên núi thăm cha vào mùa hè.
Sasayama Heidayū (笹山 兵太夫)
Một cậu bé có tính cách hơi bộp chộp, bướng bỉnh và bảo thủ. Mỗi lần cậu xuất hiện là một lần báo động về chuyện gì đó đang xảy ra.

#### Lớp Ninja Nữ:
Yuki (ユキ)
Cầm đầu lớp Ninja nữ. Một nữ quái tinh nghịch và thích bắt nạt con trai.
Tomomi (トモミ)
Lớp trưởng lớp Ninja nữ, nghịch ngợm không kém gì Yuki.
Shige (シゲ)
Bạn thân của Tomomi và Yuki.

#### Các giáo viên của học viện:
Doi Hansuke (土井 半助)
Giáo viên lý thuyết, chủ nhiệm lớp Rantaro. Thầy Doi là giáo viên trẻ nhất trường, rất thành thạo về thuốc nổ. Thầy tham gia vào hầu hết các cuộc phiêu lưu của nhóm Rantaro, đôi lúc vì lo lắng cho học sinh, đôi lúc bất đắc dĩ bị lôi kéo vào. Thầy cũng là người cho Kirimaru ở nhờ mỗi dịp nghỉ do cậu bé mồ côi cha mẹ và không có họ hàng thân thích. Thầy Doi cực kì ghét món chả cá và có bệnh đau dạ dày mỗi khi lo lắng quá độ.
Yamada Denzō (山田 伝蔵)
Giáo viên dạy kĩ thuật cho lớp Rantaro. Dù trên 40 nhưng lại tác chiến rất ăn ý với thầy Doi trong những chuyến phiêu lưu. Thầy Yamada có biệt tài bắn súng vô cùng chính xác, có một bề dày kinh nghiệm chiến đấu từ năm 15 tuổi. Sở thích kỳ cục là hóa trang thành thôn nữ (tuy nhiên cực xấu). Là người đàn ông lớn tuổi, nóng tính, bảo thủ và hay nhăn nhó nhưng rất tình cảm, hay âm thầm đi theo bảo vệ học trò. Có vợ và 1 người con trai, nhưng đã li dị từ lâu.
Ōkawa Heiji Uzumasa (大川 平次 渦正)
Hiệu trưởng của Học viện Nhẫn thuật, là một người bảo thủ và keo kiệt. Luôn hành động tùy hứng không cần quan tâm đến ai. Mỗi lần đặt ra một cuộc thi thầy đều đưa ra phần thưởng ngớ ngẩn. Điều này luôn làm thất vọng các học sinh tham gia, đặc biệt là Kirimaru.
Hemuhemu (ヘムヘム)
Là một con mèo ninja và là bạn đồng hành lâu năm nhất của thầy hiệu trưởng. Cậu luôn có một nhiệm vụ là đánh chuông trường.

Tobe Shinzaemon (戸部 新左ヱ門)
Giáo viên dạy kiếm thuật Học viện Nhẫn thuật. Là một kiếm thủ siêu việt nhưng hay mất hết sức lực do đói bụng, là một người rất dễ bị lừa bởi những trò láu cá của nhóm Rantaro. Là người đưa Kingo vào trường và huấn luyện kiếm thuật cho cậu bé tại nhà vào mỗi dịp nghỉ.
Yamamoto Shina (山本 シナ)
Chủ nhiệm lớp Ninja nữ, có tài hóa trang siêu đẳng, cho đến nay vẫn không ai biết mặt thật và tuổi thật của cô.

#### Thành Dokutake
Thành Dokutake (ドクタケ城 Dokutake Jō) là phe phản diện trong bộ truyện. Thành Dokutake là một thành trì hiếu chiến, chuyên đi gây sự hoặc đánh chiếm các thành trì của các lãnh chúa khác.
Hieta Happōsai (稗田 八方斎)
Là thủ lĩnh của đội Ninja của Thành Dokutake, một kẻ hiếu chiến và thủ đoạn, dung mạo cực kỳ xấu trai nhưng luôn nghĩ mình giống Clark Gable. Happosai dành phần lớn thời gian của mình để mưu tính chiến tranh kể cả trên đất liền hay trên biển. Là đối thủ chính và lâu nhất của nhóm Rantaro và cả Học viện Nhẫn thuật, tuy nhiên các âm mưu của Happosai thường thất bại do một lý do hài hước và ngớ ngẩn nào đó mặc dù được lên kế hoạch rất kỹ càng.
Kino Kojirō Taketaka (木野 小次郎 竹高)
Thành chủ Dokutake, là một kẻ hiếu chiến. Luôn trang bị cho binh lính của mình những vũ khí tối tân bằng cách ăn trộm hoặc đặt mua từ người Tây. Có lần do chán ngán với những thất bại liên tiếp của Happosai và thuộc hạ của ông ta mà Thành chủ Taketaka đã thuê người ám sát Happosai cho bõ tức. Tuy nhiên âm mưu đó thất bại do sự can thiệp của nhóm Rantaro và thầy Doi.

#### Những nhân vật riêng lẻ hay xuất hiện:
Yamada Rikichi (山田 利吉)
18 tuổi và cũng là một ninja tài năng, con trai của thầy giáo Yamada Denzo. Anh thường đảm nhận các công việc tối mật cho các lãnh chúa mà anh không bao giờ tiết lộ. Ngoại hình khác xa cha mình, Rikichi rất đẹp trai và có niềm đam mê đặc biệt với karaoke.
Hyōgo Đệ Tam Kyōeimaru (兵庫 第三協栄丸 Hyōgo Dai-san Kyōeimaru)
Là đời thứ 3 trong dòng họ Kyoeimaru ở Hyogo. Đây là thủ lĩnh của đội Thủy quân Hyogo lừng danh, nhận nhiệm vụ bảo vệ một số vùng biển, bảo tiêu cho các chuyến tàu buôn. Thành viên của đội thủy quân Hyogo bao gồm những thành viên cực kỳ xuất sắc tuy nhiên do lênh đênh trên biển quá lâu nên hễ đặt chân lên đất liền là họ bị hội chứng gọi là "Say đất liền" (cũng như những người không quen đi biển thường say sóng). Mặc dù lãnh đạo một đội quân thiện chiến và mạnh mẽ, Kyōeimaru Đệ Tam lại rất hậu đậu, say sóng và không hề biết bơi.
Hanabusa Makinosuke (花房 牧之介)
Hanabusa là một anh chàng to béo khoác lác, luôn tự phong mình là kiếm thủ mặc dù chưa bao giờ thắng bất kỳ một trận đấu nào. Hanabusa coi thầy Tobe là đối thủ lớn nhất của mình và thường xuyên tìm cớ khiêu chiến. Tuy nhiên cuộc đấu của hai người không mấy khi thành công do sự xen vào của nhóm Rantaro và các bạn cùng lớp.
Fukutomi Kameko (福富 カメ子)
Em gái của Shinbee, do trong 1 lần nghịch phá Shinbee vô tình biến tên em mình thành Kameko (Rùa con). Khác hẳn với ông anh ngờ nghệch, Kameko rất thông minh, lanh lợi và ham học hỏi.
Ōki Masanosuke (大木 雅之助)
Cựu giáo viên của Học viện Nhẫn thuật, do xích mích với đồng nghiệp nên thầy bỏ về quê trồng hành củ. Tính tình hiếu thắng và bất chấp luật lệ. Tuy vậy thầy là người có nhiều kỹ năng và kiến thức rộng rãi, thường được nhóm Rantaro tìm đến nhờ vả mỗi khi gặp khó khăn.